# Hôtel de ville de Cologne
L'hôtel de ville de Cologne (allemand : Kölner Rathaus) est un hôtel de ville situé à Cologne en Allemagne. Il se trouve Hohe Straße dans le district de Innenstadt, entre la Rathausplatz et la place Alter Markt.
C'est le plus ancien hôtel de ville d'Allemagne, dont l'histoire est documentée sur une période de plus de 900 ans. L'ensemble est constitué de plusieurs structures qui se sont ajoutées au fil du temps : l'hôtel de ville historique du XIVe siècle, le campanile gothique du XVe siècle, la loggia et le cloître (Löwenhof) renaissances du XVIe siècle et l'atrium (Piazzetta) moderne du XXe siècle.
Une extension, dite Spanischer Bau, est également située sur la Rathausplatz, mais n'est pas directement reliée au bâtiment principal.
Une sculpture de la féministe Mathilde Anneke est installée dans la tour de l'hôtel de ville de Cologne.

## Galerie

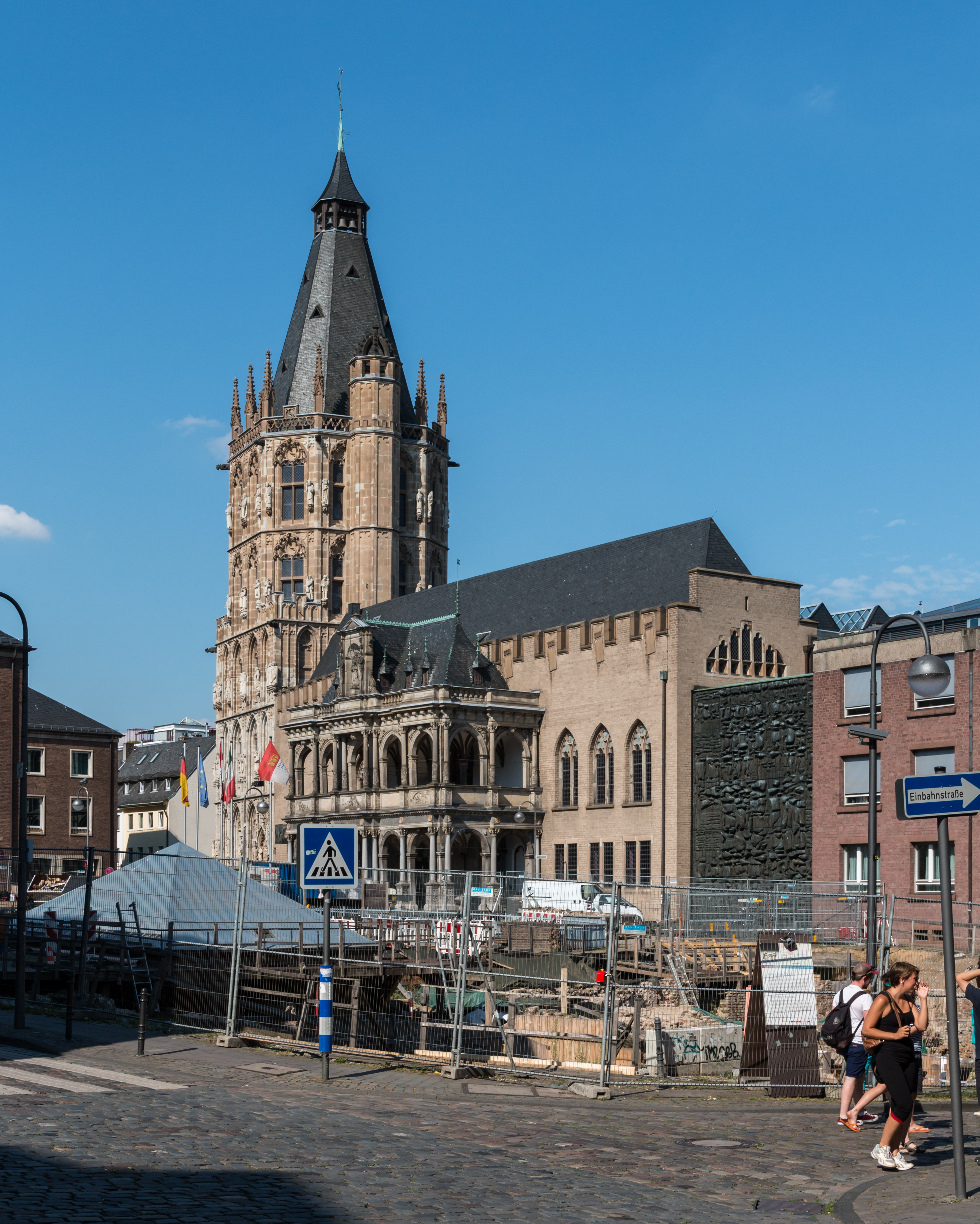
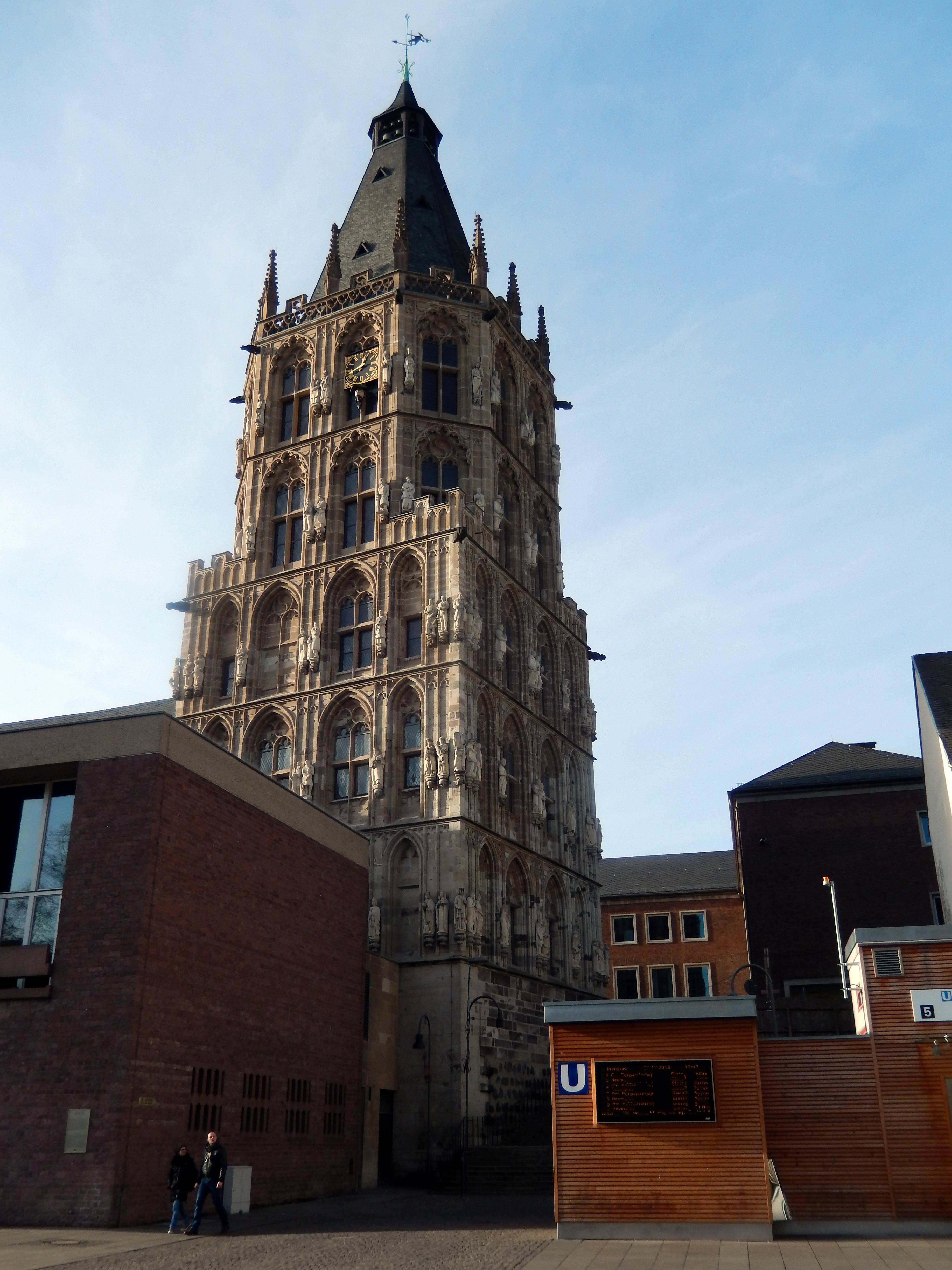
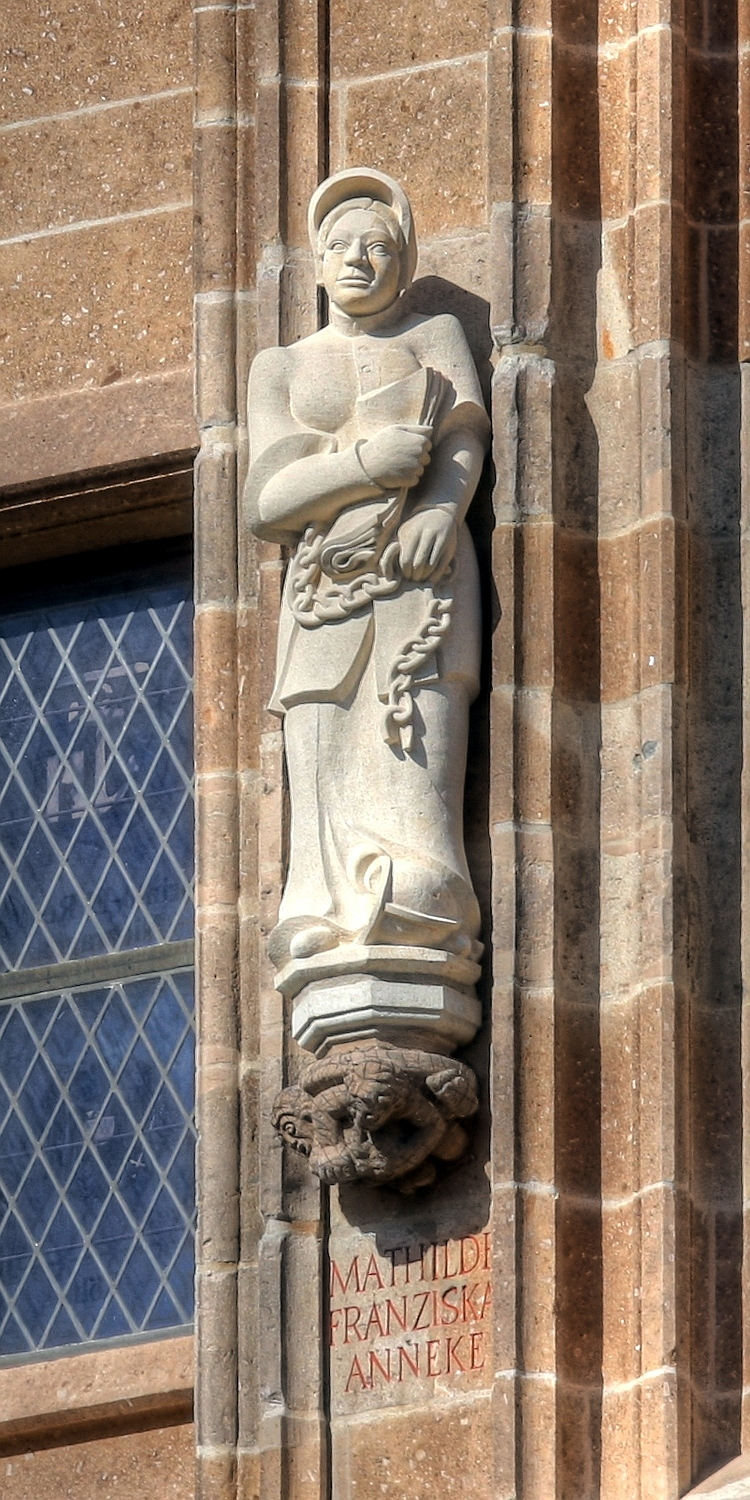
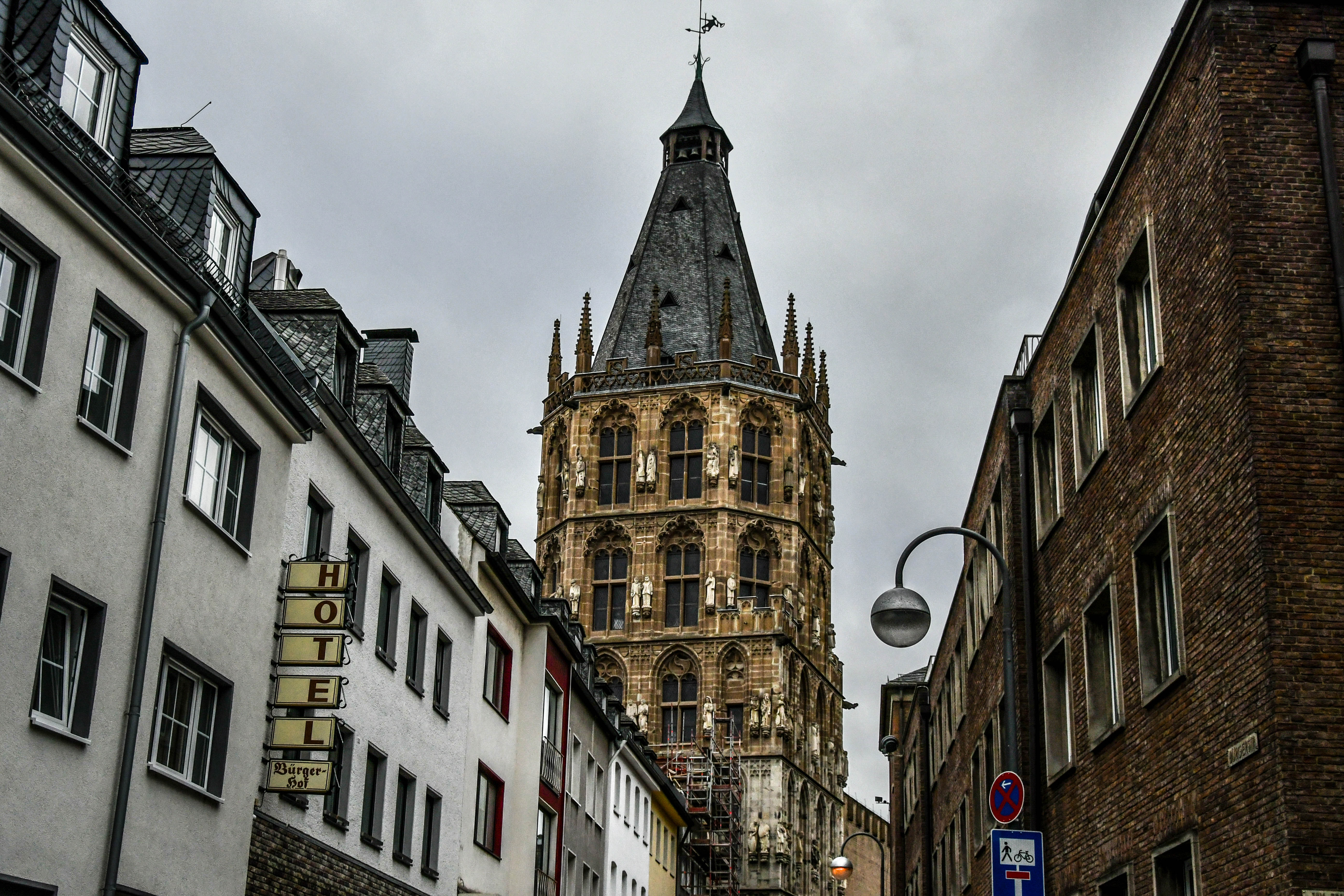
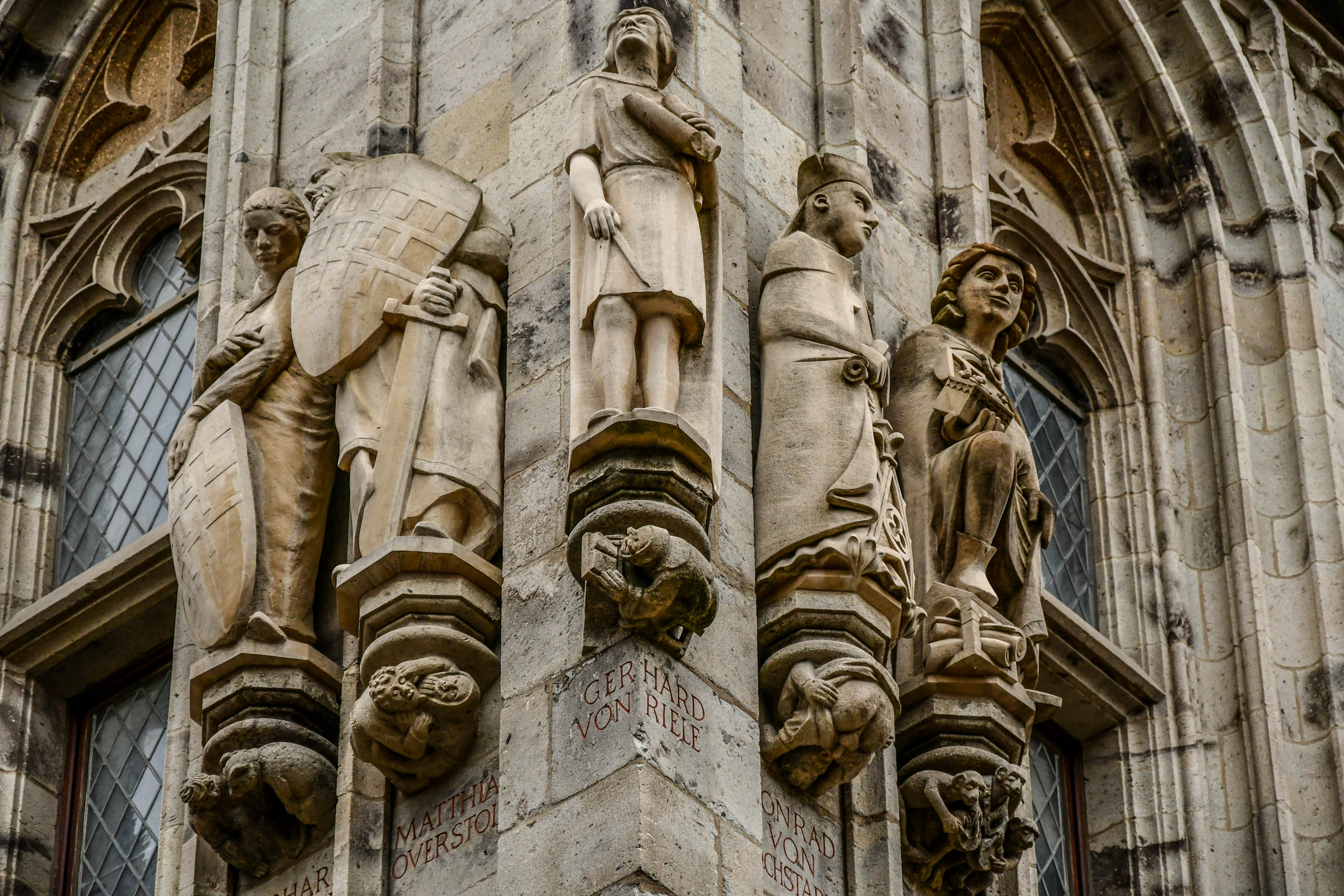